# Express Werke
Express Werke foi uma fabricante alemã de carros e motocicletas. Sua sede ficava localizada em Neumarkt. Foi lançada no mercado em 1884. Foi a primeira fábrica de motocicletas no continente europeu. 
A produção de motocicletas emergiu a partir de 1949, sendo os dois motores Sachs e pela OIT e com Hubräumen até 248 cc. Em 1958 a fábrica faliu.
A fábrica em Neumarkt está preservada até hoje. No museu da cidade de Neumarkt está localizada uma coleção de veículos da Express.